# Oona Orpana
Oona Orpana (* 21. Januar 2001) ist eine finnische Tennisspielerin.

## Karriere
Orpana spielt überwiegend ITF-Turniere, bei denen sie bislang einen Einzel- und vier Doppeltitel gewinnen konnte.
Im Februar 2015 spielte sie in Tallinn gegen Slowenien erstmals für die finnische Fed-Cup-Mannschaft. In ihrer Fed-Cup-Bilanz hat sie 7 Sieg und 7 Niederlagen zu Buche stehen.
Ihr bislang letztes internationale Turnier spielte Orpana im Oktober 2021. Sie wird daher nicht mehr in der Weltrangliste geführt.

## Turniersiege

### Einzel
| Nr. | Datum           | Turnier | Kategorie   | Belag     | Finalgegnerin          | Ergebnis      |
| --- | --------------- | ------- | ----------- | --------- | ---------------------- | ------------- |
| 1.  | 7. Oktober 2018 | Antalya | ITF $15.000 | Hartplatz | Alexandra Viktorovitch | 6:3, 2:6, 7:5 |

### Doppel
| Nr. | Datum            | Turnier             | Kategorie   | Belag             | Partnerin        | Finalgegnerinnen                    | Ergebnis         |
| --- | ---------------- | ------------------- | ----------- | ----------------- | ---------------- | ----------------------------------- | ---------------- |
| 1.  | 6. Oktober 2018  | Antalya             | ITF $15.000 | Hartplatz         | Alise Cernecka   | Alexandra Viktorovitch Lisa Zaar    | 6:4, 7:6         |
| 2.  | 3. November 2018 | Stockholm           | ITF $15.000 | Hartplatz (Halle) | Anna Machorkina  | Anette Munozova Shaline-Doreen Pipa | kampflos         |
| 3.  | 1. Februar 2019  | Scharm asch-Schaich | ITF W15     | Hartplatz         | Anastasia Dețiuc | Mariana Dražić Malene Helgo         | 6:0, 6:4         |
| 4.  | 16. Oktober 2021 | Norman              | ITF W15     | Hartplatz         | Martina Zerulo   | McKenna Schaefbauer Kelly Williford | 6:2, 5:7, [10:6] |